# Nørrevang Sogn
Nørrevang Sogn er et sogn i Slagelse-Skælskør Provsti (Roskilde Stift).
Nørrevangskirken blev indviet 26. november 1989, og samme dag blev Nørrevang Sogn udskilt fra Sankt Mikkels Sogn. Det havde ligget i Slagelse Købstad, som geografisk hørte til Slagelse Herred i Sorø Amt. Ved kommunalreformen i 1970 var Slagelse Købstad blevet kernen i Slagelse Kommune.
I sognet findes følgende autoriserede stednavne:
- Gammel Brorup (bebyggelse)
- Jernbjerg (bebyggelse, ejerlav)
- Jernbjerggård (landbrugsejendom)
- Lille Valby (bebyggelse, ejerlav)